# Société Nationale de Commercialisation des Produits Pétroliers
Die Société Nationale de Commercialisation des Produits Pétroliers (SONACOP; deutsch Nationale Gesellschaft zur Vermarktung von Petroleumprodukten) war ein staatliches beninisches Vertriebsunternehmen von Ölprodukten.

## Geschichte
Das Unternehmen wurde am 4. Dezember 1974 nach der Verstaatlichung und Fusion der beninischen Tochtergesellschaften von BP, Total, Agip, Texaco, Shell, Mobil und DEPP als staatliches Unternehmen gegründet. Die SONACOP war als einziges Unternehmen zur Einfuhr von Kraftstoffen nach Benin berechtigt. Sie lagerte und vertrieb zudem Kraftstoffe und war die Kraftstoffbehörde des Landes. Im Juli 1994 wurde SONACOP in eine Aktiengesellschaft überführt und privatisiert. 2006 übernahm die Regierung wieder die Erdölgesellschaft, das sie sich in finanzieller Schieflage befand, ihr Mittel für den Betrieb fehlten und sie nicht in der Lage gewesen sei, die Tankstellen im Land zu versorgen.
Im Sommer 2021 wurde bekannt, dass der zu diesem Zeitpunkt seit längerem aufgrund von Schulden angeschlagene Produkthändler und Tankstellenbetreiber faktisch liquidiert wird. Ein Teil der Einzelhandelseinheiten wurden privatisiert und die verbliebenen Vermögenswerte sollten zu diesem Zeitpunkt auf andere funktionierende staatliche Einrichtungen übertragen oder verkauft werden. So gingen je über 60 Tankstellen an die Unternehmen Oryx Energies und Bénin Énergie.